# Камбьёр
Камбьё́р (фр. Cambieure) — коммуна во Франции, находится в регионе Лангедок — Руссильон. Департамент коммуны — Од. Входит в состав кантона Алень. Округ коммуны — Лиму.
Код INSEE коммуны — 11060.

## Население
Население коммуны на 2008 год составляло 240 человек.
| 1962 | 1968 | 1975 | 1982 | 1990 | 1999 | 2008 |
| ---- | ---- | ---- | ---- | ---- | ---- | ---- |
| 159  | 160  | 129  | 147  | 236  | 214  | 240  |

## Экономика
В 2007 году среди 149 человек в трудоспособном возрасте (15—64 лет) 110 были экономически активными, 39 — неактивными (показатель активности — 73,8 %, в 1999 году было 61,5 %). Из 110 активных работали 103 человека (56 мужчин и 47 женщин), безработных было 7 (4 мужчины и 3 женщины). Среди 39 неактивных 10 человек были учениками или студентами, 17 — пенсионерами, 12 были неактивными по другим причинам.